# KDevelop
К-девелоп је слободно интегрисано развојно окружење (ИРО) за KDE Platform on Unix-like компјутерских оперативних система. KDevelop не садржи компајлер; уместо тога, користи екстерни компајлер као што су GCC или Clang да се продукује бинарни извршни модул.
Тренутна верзија, 4.7.1, је официјелно издата 6-ог фебруара 2015, и то је последња верзија која користи Qt 4 и KDElibs 4, јер ће се следеће велико издање ослањати на Qt 5 и KDE Frameworks 5. Изграђује разноврсне KDE Platform 4 технологије и подржава C, C++, PHP и Пајтон развој, поред осталих.
Последња стабилна верзија претходног великог издања, 3.5.5, која је заснована на K Desktop Environment 3 технологији, подржава многе програмске језике као што су Ada, Bash, C, C++, Фортран, Јава, Паскал, Perl, PHP, Пајтон и Руби. Издани под ГНУ-овом општом јавном лиценцом KDevelop је слободан софтвер.

## Историја
| KDevelop Сусрет | KDevelop Сусрет                | KDevelop Сусрет | KDevelop Сусрет                   |
| Година          | Место                          | Датум           | Белешке                           |
| --------------- | ------------------------------ | --------------- | --------------------------------- |
| 2008            | Минхен, Немачка                | 4/12-4/18       |                                   |
| 2009            | Миколајив, Украјина            | 4/19-4/26       |                                   |
| 2010            | Берлин, Немачка                | 2/13-2/21       | ко - домаћин Кејт са Окета сусрет |
| 2012            | Беч, Аустрија                  | 23–29-ти Окт    | ко - домаћин са Кејт сусрет       |
| 2014            | Барселона, Каталонија, Шпанија | 18/1-25/1       | ко - домаћин са Кејт сусрет       |

KDevelop 1.x и 2.x су развијени за период од 4 године од почетне KDevelop код базе. Бернд Герман је почео комплетну прерписку са огреботине и најавио KDevelop 3.x 30-ог марта, 2001 године. Прво издање је било са К Десктоп Окружењем у фебруару 2004. године. Развој KDevelop-а 3.x је престао 2008 године.
KDevelop 4.x се развија од августа 2005. године. То је потпун препис са бољим језгром и више објектно оријентисаним програмским моделом. У мају 2010. године, коначна верзија KDevelop 4.0.0 је издата.
KDevelop 4.7 ће означити последњу издање KDevelop за KDE 4. Даље програмирање ће се наставити користећи KDE Frameworks 5.

## Функције
KDevelop користи уграђени уређивач текста преко KPart фрејмворка. Уобичајени уређивач је KDE напредни уређивач текста, који може бити опционално замењен са Qt дизајнер уређивачем. Ова листа се фокусира на функције KDevelop-а. За спецификације функција компоненте уређивача, видети чланак на Кејт.
- Уређивач изворног кода са истицањем синтаксе и аутоматским увлачењем (Кејт).
- Менаџмент пројекта за различите типове пројекта као што су Automake, CMake, qmake за Qt пројекте и Ant за Јава пројект.
- Претраживач класе.
- ГУИ дизајнер
- Front-end за ГНУ колекцију компајлера и ГНУ дебагер.
- Чаробњаци за генерисање и надоградњу класе дефиниција и програмски оквир.
- Аутоматско завршавање кода (C/C++).
- Уграђена Доксиџен подршка.
- Подршка контроле ревизије (такође позната као SCM). Подржани системи садрже CVS, Subversion, Perforce, ClearCase, Git, Mercurial, и Bazaar

KDevelop 4 је архитектура комплетно заснована на прикључцима. Када програмер направи промену, они морају компилисати прикључак. Постоји могућност да се задржи неколико профила од којих сваки одређује који ће се додаци учитати. KDevelop не долази са уређивачем текста, већ користи прикључак за ту сврху. KDevelop је независан од програмских језика и уграђених система, подржава KDE, GNOME, и многе остале технологије као што су Qt, GTK+, и wxWidgets.
KDevelop је подржавао разноврсне програмске језике, укључујући C, C++, Perl, Пајтон, PHP, Јава, Фортран, Руби, Ada, Паскал, SQL, и Bash скриптовање. Подржани уграђени системи укључују GNU (automake), cmake, qmake, и make за пројекте по наруџбини (KDevelop не уништава корисничке Makefiles ако су коришћени) и пројекте скриптовања којима он не треба.
Завршавање кода је доступно за C и C++. Симболи се чувају у датотеци Berkeley DB за брзе прегледе без поновног расчлањивања. KDevelop такође нуди програмеру оквир рада који помаже да се напишу нова расчлањавања за остале програмске језике
Уграђени дебагер дозвољава да се графички изврши свако дебаговање са тачкама прекида и бектрејсовањем.
Чак ради са динамички оптерећеним додатакама за разлику од интерфејса командне линије.
Брзо отварање омогућава брзу навигацију међу фајловима.
Тренутно, око 50 до 100 прикључака постоји за ово ИРО.
Главни укључују сталне кодиране белешке широких пројеката, Код скраћенице које омогућавају брзо ширење текста, форматер извора који реформатира код на стилског водича пре снимања, регуларни изрази за претрагу, и претраживање/мењање широког пројекта који помаже у рефракторирању кода.